# エリーザベト・フォン・エスターライヒ (1526-1545)
エリーザベト・フォン・エスターライヒ（独：Elisabeth von Österreich, 1526年6月9日 - 1545年6月15日）は、のちの神聖ローマ皇帝フェルディナント1世（当時はローマ王、オーストリア大公、ボヘミア王、ハンガリー王）と妃アンナの長女。ポーランド王ジグムント2世の最初の妃。
1543年に王太子であったジグムントと結婚したが、2年後の1545年、王妃となることも子を得ることもなく死去した。
ジグムント2世はその後2度再婚したが、3度目の妃カタリーナはエリーザベトの妹である。